# NGC 4435
NGC 4435 (również Oczy, PGC 40898 lub UGC 7575) – galaktyka soczewkowata (SB0), znajdująca się w gwiazdozbiorze Panny w odległości 50 milionów lat świetlnych. Została odkryta 8 kwietnia 1784 roku przez Williama Herschela. NGC 4435 należy do gromady galaktyk w Pannie i wchodzi w skład Łańcucha Markariana.

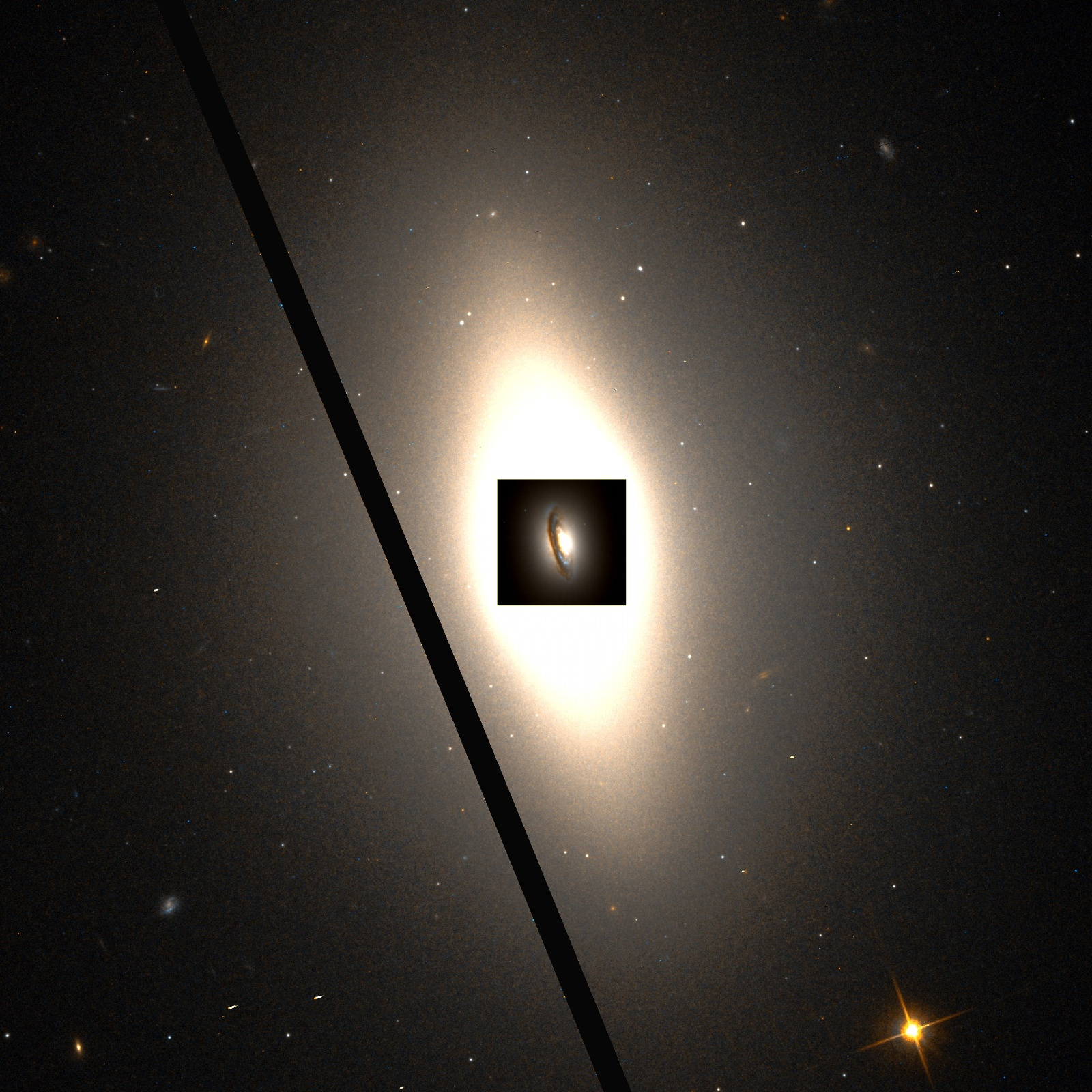
Zdjęcie NGC 4435, wstawka w centrum przedstawia zdjęcie jej jądra z widocznym pierścieniem pyłu

Galaktyka NGC 4435 jest zwarta i wydaje się być prawie pozbawiona gazu i pyłu. Jest to skutek zbliżenia z pobliską galaktyką NGC 4438 na odległość około 16 000 lat świetlnych, które nastąpiło jakieś 100 milionów lat temu. Pływowe siły grawitacyjne prawdopodobnie spowodowały redukcję masy NGC 4435 oraz usunęły większość jej gazu i pyłu. Para ta jest oddalona od siebie o około 100 tysięcy lat świetlnych.
Galaktyki NGC 4438 i NGC 4435 są nazywane Oczami. Nazwa ta pochodzi od wyraźnego podobieństwa jąder obu galaktyk do pary oczu świecących w ciemności, gdy obserwujemy je teleskopem średniej wielkości. W Atlasie Osobliwych Galaktyk para ta nosi oznaczenie Arp 120.